# Дири, Блоссом
Маргарете Блоссом Дири (англ. Margrethe Blossom Dearie; 28 апреля 1924, Ист-Дарем, Нью-Йорк — 7 февраля 2009, Гринвич-Виллидж, Нью-Йорк) — американская певица, пианистка и автор песен.

## Биография
Маргарете Блоссом Дири родилась 28 апреля 1924 года, в Ист-Дареме, Нью-Йорк, в семье отца шотландско-ирландского происхождения и матери норвежского происхождения.
В 1940-х годах, после окончания средней школы Дири переехала на Манхэттен, чтобы начать музыкальную карьеру. Она пела в нью-йоркских джазовых коллективах (например, Blue Flames и Blue Reys), а затем начала сольную карьеру. В 1952 году она переехала в Париж и сформировала там группу Blue Stars (позже стали называться The Swingle Singers), с которой записывала треки на английском и французском языках. В 1954 году французская версия «Lullaby of Birdland» в их исполнении стала хитом во Франции. В 1956 году она вернулась в Соединённые Штаты и заключила контракт со звукозаписывающей компанией Verve Records.
В 50-х и 60-х годах она выпустила множество джазовых альбомов, в том числе вместе со своим мужем, флейтистом и тенором Бобби Джаспаром (умершим в 1963 году). Типичным для её музыки был её высокий девичий голос, стиль, который она постоянно культивировала. В 1964 году она записала, пожалуй, самый известный свой альбом May I Come In?. Помимо студийных постановок, она регулярно выступала в ночных клубах Нью-Йорка. За этим последовали выступления в лондонском клубе Ронни Скотта и на телевидении в 1966 году.
В 1970-х годах популярность Дири пошла на убыль. Чтобы бороться с этим, в 1974 году она основала свой музыкальный лейбл Daffodil, на котором продолжала выпускать альбомы и выпускать сборники до 1980-х годов. В 1973 году получила номинацию на «Грэмми». Кроме того, она продолжала выступать в развлекательных шоу в Нью-Йорке, например, регулярно появлялась в Danny’s Skylight Room с 2003 года, пока последний не закрылся в 2006 году.
7 февраля 2009 года, после продолжительной болезни умерла своей квартире в Гринвич-Виллидж.

## Избранная дискография
- Jazz-Sweet (1955)
- Blossom Dearie (1957)
- Give Him the Ooh-La-La (1958)
- Once Upon a Summertime (1959)
- Blossom Dearie Sings Comden and Green (1959)
- My Gentleman Friend (1959)
- Soubrette Sings Broadway Hit Songs (1960)
- Blossom Dearie Sings Rootin’ Songs (1963)
- May I Come In? (1964)
- Soon It’s Gonna Rain (1967)
- That’s Just the Way I Want to Be (1970)
- Blossom Dearie Sings, Volume I (1973)
- From the Meticulous to the Sublime (1975)
- My New Celebrity Is You, Volume III (1976)
- Winchester in Apple Blossom Time, Volume IV (1977)
- Positively, Volume VII (1983)
- Simply, Volume VI (1983)
- Chez Wahlberg: Part One, Volume IX (1985)
- Songs of Chelsea, Volume X (1987)
- Tweedledum & Tweedledee (Two People Who Resemble Each Other, in this Case Musically), Volume XV (1991)
- Christmas Spice So Very Nice, Volume XVI (1991)
- Blossom’s Planet, Planet One (1999)

## Daffodil Records
К началу 1970-х Дири чувствовала, что никто не хочет записывать её музыку, поэтому она решила сама создать мастер-записи. Её намерением было продать их другим звукозаписывающим лейблам, и если бы никто не был заинтересован, она оставила бы её себе. В 1973 году она решила обойти процедуру поиска лейбла и, по просьбам поклонников и с помощью своего брата Уолтера, основала Daffodil Records. Он стал первым независимым лейблом, основанным женщиной.